# Henk Heithuis
Henk Heithuis (1935 – 28 de octubre de 1958)  fue un estudiante holandés de un internado católico y víctima de abuso sexual.

## Biografía
Henk Heithuis, hijo de padres divorciados, fue educado desde su primer año de vida en orfanatos e internados en el sur de los Países Bajos. Entre los años 1950 y 1953, vivió y estudió en el Internado St Vincentius (Internaat St. Vincentius) en Harreveld, Güeldres, que estaba dirigido por frailes católicos.

## Abuso sexual
El 30 de enero de 1956, Heithuis presentó una denuncia penal contra los frailes del internado de Harreveld. Los acusó de haber abusado sexualmente de él entre los años 1951 y 1953, cuando era estudiante. Abusos que se habían reanudado en 1955, después de que ya había terminado su etapa escolar, cuando regresaba los fines de semana al internado porque su familia no quería cuidarlo.

## Castración
Ante la denuncia penal deducida por Heithuis, los frailes lo acusaron de ser homosexual y de haberlos seducido. Heithuis, entonces, fue internado en la institución  psiquiátrica católica en Huize Padua, Brabante, y luego en el Hospital St Joseph, en Veghel. Allí, según documentos judiciales, fue castrado con la finalidad de "curar" su "comportamiento homosexual". Heithuis tenía 20 años y era menor de edad según la ley holandesa aplicable de esa época. El expediente médico afirma que Heithuis fue "eugenizado". Además de Heithuis, se dice que otros diez menores fueron castrados.

## Vida después de la castración
Luego de su castración, Heithuis trabajó como marinero. Sufrió severamente los efectos psicológicos y hormonales de la castración. En 1957, se presentó en el consulado holandés en Kobe, Japón, donde había recalado el barco en que trabajaba. Con la ayuda del famoso fotógrafo holandés IJsbrand Rogge, que entonces trabajaba en una sucursal de un banco holandés en Japón, Henk regresó a los Países Bajos, donde planeó una campaña legal contra los responsables de los crímenes cometidos en su contra.
Heithuis le contó a Rogge y al hermano de este, sobre su vida de niño en orfanatos católicos, internados e instituciones de salud mental. Los hermanos Rogge vieron su mutilación genital; según ellos, "todo se había ido". En 1957, Heithuis volvió a acusar a los frailes, esta vez por la castración.

## Muerte
Heithuis murió  el 28 de octubre de 1958 en un accidente automovilístico, en el pueblo de Oud Ade. El automóvil de Heithuis fue embestido por otro automóvil en la autopista y Heithuis murió instantáneamente. La policía confiscó y destruyó todas sus pertenencias personales y sus documentos judiciales el día de su muerte. Heithuis expresó a menudo su temor de que "me vuelvan a agarrar".